# Sedm druhů

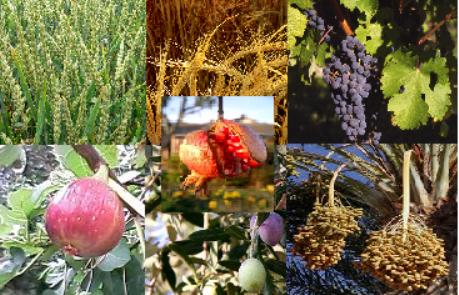
Sedm druhů

Sedm druhů (hebrejsky שבעת המינים‎, šiv'at ha-minim) jsou vybrané druhy ovoce a obilnin, kterými podle Tóry oplývá Země izraelská.
Patří mezi ně:
1. pšenice (chita‎)
2. ječmen (se'ora‎) – výroba každodenního chleba
3. vinná réva (gefen‎)
4. fíky (te'ena‎)
5. granátové jablko (rimon‎)
6. olivovník (zajit‎)
7. datle (devaš‎) [pozn. 1]

Těchto sedm druhů se tradičně podává během svátků Tu bi-švat (židovský „Nový rok stromů“), Sukot („Svátek stánků“) a Šavu'ot („Svátek týdnů“). Podle halachy jsou důležitější než jiné druhy, proto se po jejich jezení říká zvláštní požehnání me-ejn šaloš, které je vlastně zkrácenou verzí požehnání po jezení chleba (birkat ha-mazon).

### Poznámka
1. ↑  V Tóře se však hovoří o medu.